# Daisuki da yo.
«Daisuki da yo.» (大好きだよ。?) es el sexto sencillo de la cantante japonesa Ai Otsuka, lanzado al mercado el día 20 de octubre del año 2004.

## Detalles
Este tema fue originalmente el que Ai envió como grabación de prueba a la empresa Avex, donde finalmente conseguiría un contrato como cantante, por lo que es obvio que fue creado mucho antes del debut de Otsuka como cantante. Fue grabado un cortometraje inspirado por el vídeo musical de esta canción. Dicha grabación fue incluida en el DVD dentro del álbum "LOVE JAM".
El sencillo también incluye el tema "Friends", canción principal de la serie de televisión japonesa Tokyo Friends, donde Ai Otsuka interpreta a la protagonista, que es muy parecido a ella misma, siendo también cantante. Dentro de "LOVE JAM" fue incluida una versión distinta del tema, y en la banda sonora de la película fue incluida ésta.

## Canciones

### CD
1. «Daisuki da yo.» (大好きだよ。?)
2. «Friends» -Sabakan ver.- (フレンズ -サバカンver.-?)
3. «Daisuki da yo.» (大好きだよ。?) (Instrumental)
4. «Friends» -Sabakan ver.- (フレンズ -サバカンver.-?) (Instrumental)
5. «daisuky da yo.»- (フレンズ -サバカンver.-?) (Instrumental)

### DVD
1. «Daisuki da yo.» (大好きだよ。?)

- Datos: Q3012198